# 霧台煙管蝸牛
霧台煙管蝸牛（学名：Hemiphaedusa buduiensis）为煙管蝸牛科臺灣紡錘煙管蝸牛屬下的一个种。該物種主要分佈於臺灣南部的屏東縣霧臺鄉，高雄市桃源藤枝等地區。學名主要來自模式標本產地霧臺鄉「阿里社」的原住民語「Budui」。